# Combat du bois de la Renardière
Chouannerie
La combat du bois de la Renardière se déroula lors de la Chouannerie. 

## La bataille
Après s'être emparés de Riaillé, le 7 juin, les Chouans se retirent non loin de là, dans le bois de la Renardière. Peu de temps après une colonne de soldats républicains, forte de 2 000 hommes selon les mémoires du chef chouan Pierre-Michel Gourlet, mais peut-être 1 200 en réalité, commandée par le général François Vachot marche sur le bourg de Bonnœuvre. Les habitants de la paroisse envoient des enfants avertir les Chouans, ces derniers, au nombre de 600, bien armés, se retranchent à la lisière du bois de la Renardière qui borde la route de Bonnœuvre à Riaillé.
Le matin, du 10 juin, un groupe de 40 Chouans se porte à la rencontre des Républicains afin de les attirer dans l'embuscade. La manœuvre réussit, des soldats se lancent à leur poursuite et tombent dans le piège, ils prennent la fuite presque sans combattre. Les Chouans se rendent ensuite maîtres de Bonnœuvre, qui est fortifiée sur ordre de Scépeaux.
Mais peu de temps après, à deux heures de l'après-midi, Vachot arrive avec le gros de ses forces et lance l'assaut, cependant les Chouans résistent et les Républicains doivent renoncer. Dans son rapport, Vachot reconnaît une perte de 20 morts et d'un même nombre de blessés, il affirme de plus avoir tué un « grand nombre » d'ennemis. Cependant dans ses mémoires, Pierre-Michel Gourlet déclare que les pertes des Chouans se limitent à seulement trois blessés, parmi lesquels Guillaume Plouzin, grièvement touché au bras. 